# Проєкт «Самотність»
Проєкт «Самотність» (англ. Project Solitude) — американський трилер 2009 року.

## Сюжет
Невелика група людей під керівництвом професора Джона Сола відправляються в зимовий ліс для того, щоб протестувати роботу людських інстинктів виживання. Однак коли один з учасників експерименту зникає разом з їх автомобілем, позбавляючи їх можливості повернутися до цивілізації, їм доводиться по-справжньому боротися за свої життя.

## У ролях
| Актор             | Роль              |
| ----------------- | ----------------- |
| Ерік Робертс      | Джон Сола         |
| Стейсі Стас Герст | Кітті             |
| Дж.Д. Фрайбергер  | Келвін            |
| Мішель Белергін   | Прісцелла         |
| Ванесса Лі Евіган | Міа               |
| Денні Васкес      | Карлос            |
| Кевін Річ         | Стівен            |
| Дженна Заблоцькі  | Сара              |
| Рустам Бренеман   | Вет               |
| Сьюзен Моусес     | Бет               |
| Річард Рілі       | Фредерік Стерлінг |
| Гуйен Тхі         | Сьюзен            |
| Джим Шмідт        | Леон              |
| Генк Карлсон      | селюк 2           |
| Крейг Кнітт       | селюк 1           |
| Нейтан Майлз      | ув'язнений 4      |
| Ширлі Стівенс     | леді в ресторані  |